# Gearhart
Gearhart est une ville du comté de Clatsop dans l'Oregon. La population était de 1 462 habitants lors du recensement en 2010.